# 沧榆高速公路
沧榆高速公路是连接河北沧州与陕西榆林的高速公路，国家高速公路网编号G1812。跨越河北、山西、陕西三省，路经沧州、河间、保定、阜平、五台、忻州、岢岚、保德、神木、府谷以及榆林等地。

## 河北段

### 保沧高速
保沧高速全长122.5公里，2007年12月20日通车。

### 保阜高速
保阜高速公路全长147.284公里，2011年12月7日通车。

## 山西段

### 忻阜高速
忻阜高速2011年12月6日通车。

### 忻保高速
忻保高速全长192公里，2011年12月30日通车。

## 陕西段

### 神府高速
神府高速全长56.9公里，2011年12月16日通车。

### 榆神高速
榆神高速全长88.976公里，2009年12月8日通车。